# Manon (nummer)
Manon is een single van de Nederlandse rapformatie De Jeugd van Tegenwoordig. Het is uitgegeven op 5 september 2015. Het nummer staat op het gelijknamige album. Toen het album op 23 oktober 2015 uitkwam, was het nummer al 335.000 keer bekeken op YouTube. De uitgever van het nummer is TopNotch.